# Vojtěch Javora
Vojtěch Javora (5. prosince 1935 Chrlice – 10. ledna 2022) byl český hudební skladatel, dirigent, varhaník a hudební pedagog.

## Životopis
Vystudoval Obecnou školu a měšťanskou školu v Chrlicích. Hudební základy ve hře na housle získal u učitelky Gabriely Davídkové v Chrlicích. Po absolvování měšťanské školy navštěvoval tříletý varhanní kurs Jednoty pro zvelebení církevní hudby na Moravě v Brně, který řídil Karel Hradil. Zde studoval dva obory, hru na varhany a dirigování. Poté přešel do pedagogického oddělení Městské hudební školy Jaroslava Kvapila. Studia dirigování završil na Vysoké škole múzických umění v Bratislavě. Jako dirigent Divadla Jozefa Gregora Tajovského v Banské Bystrici provedl přibližně padesát operních, baletních a operetních inscenací. Poté řídil Symfonický orchestr Hradec Králové. Stál u zrodu Pardubického komorního sboru (Cantus amici). Jedenáct let řídil také Lidovou školu umění v Pardubicích-Polabinách. V důchodu se pak věnoval vedení kůru kostela Zvěstování Panny Marie v Brně-Tuřanech.

## Dílo
- Čtyři Slovenské lidové balady pro sólo a komorní soubor
- Klavírní miniatury
- Kytička fialek (píseň na text Jaroslava Seiferta),
- Pohádka o kouzelných nástrojích (libreto), Michalova píseň (libreto) - dětský muzikál
- Koncert pro trubku
- Sbohem maminko (1969)
- Česká vánoční mše (1957)
- Druhá vánoční mše (1959)
- Česká mše krátká/Missa brevis (1961)
- Missa pro gratiarum actione (1961)
- Missa Suplex (1993)
- Missa de angelis (1996)
- Anežce České, Modlitba k Panně Marii (1997)
- Otče náš (1997)
- A světlo věčné ať jim svítí (1997)
- Česká mše vánoční (1998)
- Missa pro gratiis reddendis (1999)
- Pastýřská vánoční mše (2000)
- Vánoce v Betlémě (2000)
- Co se stalo v Betlémě (2001)
- Česká vánoční mše půlnoční (2004)
- Stabat mater (2006) – oratorium
- Do domu Hospodinova (2013) - zkomponováno k 110. výročí posvěcení kostela v Šaraticích, premiéra 4. srpna 2013 v kostele sv. Mikuláše v Šaraticích, Collegium musicale bonum a Šaratický chámový sbor
- Regina coeli (2013) – zkomponováno pro Collegium musicale bonum, premiéra 28. září 2013 na konferenci Muzejní a vlastivědné společnosti Brno v Muzeu obce Žarošice